# Tescou
Le Tescou est une rivière française qui coule dans les départements du Tarn, de Tarn-et-Garonne et de la Haute-Garonne, en nouvelle région Occitanie. C'est un affluent direct du Tarn en rive droite, et donc un sous-affluent de la Garonne.
Ce cours d'eau a été rectifié et très artificialisé. La qualité de l'eau y est devenue médiocre, avec comme principal facteur de déclassement la turbidité en grande partie liée au ruissellement des pluies sur des surfaces en pentes, labourées et laissé nues plusieurs mois par an.
La seule partie conservée naturelle, la zone du Testet, constituée d'une zone humide, est sujette à discussions depuis de nombreuses années entre certains agriculteurs et certains opposants écologistes du fait de la construction controversée d'un barrage de retenue à Sivens, projet destiné selon certains à l'irrigation agricole. Elle a été occupée plus récemment par des opposants qui ont constitué une zone à défendre (ZAD) à l'image de celle du projet d'aéroport de Notre-Dame-des-Landes.

## Histoire
La région et en particulier les terrasses alluviales du Tescou ont été précocement occupées par l'Homme préhistorique. Elle est également très exploitée durant l'époque gallo-romaine
Avec le développement d'une agriculture de plus en plus intensive et de certaines villes, notamment Montauban), ce cours d'eau a été rectifié et profondément artificialisé. La qualité de l'eau y est devenue médiocre, avec comme principal facteur de déclassement la turbidité en grande partie liée au ruissellement des pluies sur des surfaces en pentes, labourées et laissé nues plusieurs mois par an.

## Géographie
De 48,8 km de longueur, le Tescou prend sa source dans les coteaux du Mas-de-Boyer, dans le département du Tarn, au nord de Gaillac, à 270 m d'altitude.
Le Tescou coule globalement de l'est vers l'ouest.
Il se jette dans le Tarn en rive droite, à Montauban, à 86 m d'altitude, dans le département de Tarn-et-Garonne.

### Départements et communes traversés
- Tarn : Montgaillard, Salvagnac, Castelnau-de-Montmiral, Gaillac, Lisle-sur-Tarn, Saint-Urcisse, La Sauzière-Saint-Jean, Beauvais-sur-Tescou.
- Tarn-et-Garonne : Saint-Nauphary, Varennes, Verlhac-Tescou, Montauban.
- Haute-Garonne : Le Born.

### Bassin versant
Au début des années 2000, le bassin-versant du Tescou, principalement agricole, est considéré en termes d'occupation des sols comme « très agricole ». Il s'étend sur 320 km2. 

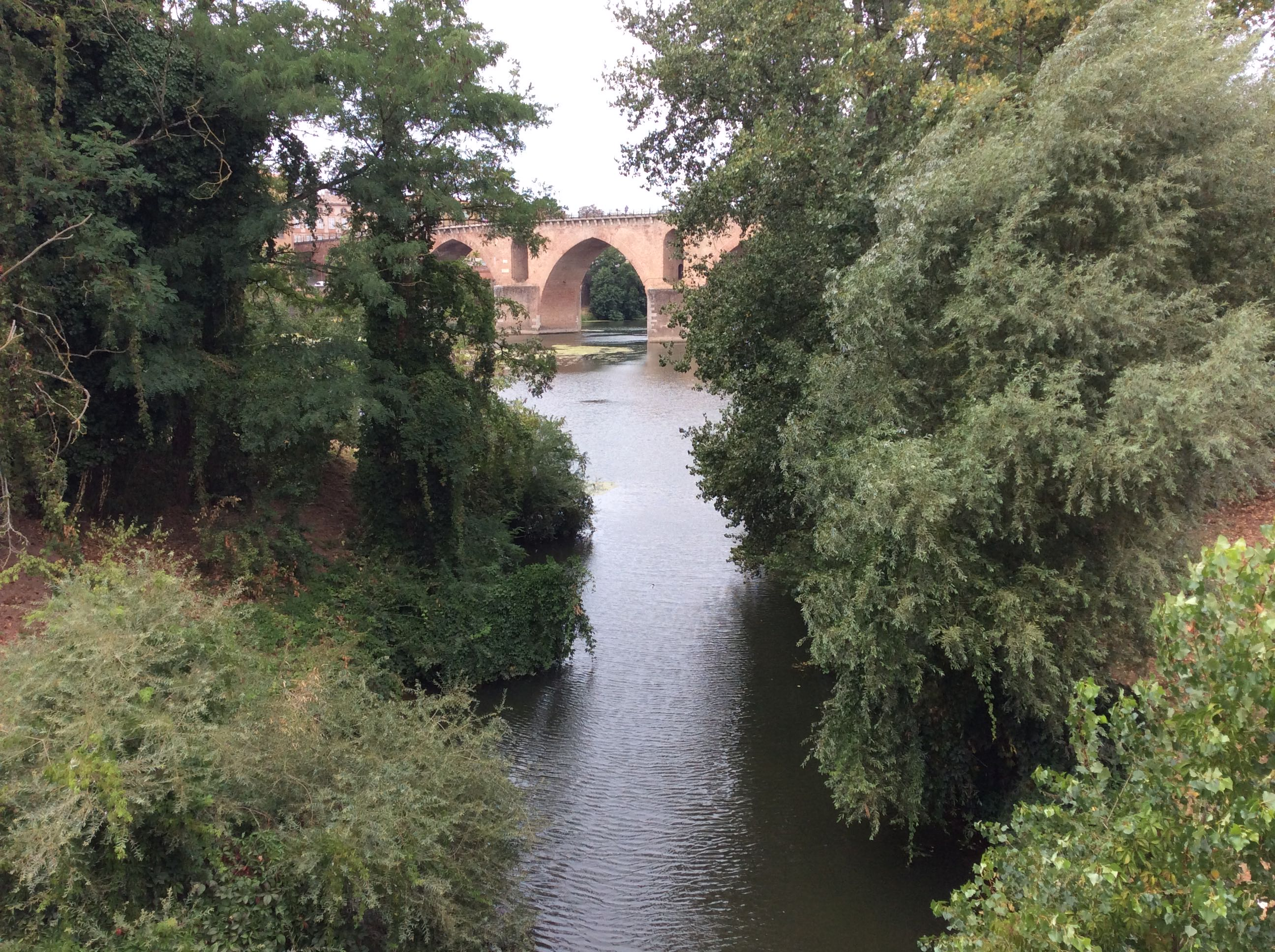
Le Tescou se jette dans le Tarn à Montauban

### Organisme gestionnaire
Selon la loi, la gestion doit se faire à l'échelle du bassin versant et de celui de la Garonne, en visant l'objectif du bon état des eaux, sous l'égide du sous-préfet coordinateur du sous-bassin du Tescou et sous l'autorité du préfet de bassin.
Les besoins d'irrigation sont portés localement par divers acteurs, dont les utilisateurs de l'irrigation représentés par les chambres d'agricultures et l'Association syndicale libre (ASL) du Tescou, dans le cadre du « Plan de gestion des étiages divisionnaires », établi avec les conseils généraux (du Tarn, de Tarn-et-Garonne, et de la Haute-Garonne), les représentants de l'État et de l’Agence de l'Eau Adour - Garonne, en concertation avec la DIREN (devenue DREAL) et le conseil supérieur de la pêche devenu ONEMA.

## Affluents
Parmi les soixante-cinq affluents du Tescou, quatre seulement dépassent les cinq kilomètres de longueur, soit d'amont vers l'aval :
- le Coulerc, 6,8 km[11], en rive gauche,
- le Verdet, 5,1 km[12], en rive gauche,
- le ruisseau de Regagnac, 3,2 km, en rive droite,
- le ruisseau de Nadalou, 7,6 km[13], en rive droite,
- le Tescounet, 21,7 km[14], en rive droite.

## Hydrologie
Sur ce bassin (et celui de la Séoune), le suivi hydrométrique du « débit influencé » s'est fait sur plus de 30 ans.
Comme la plupart des autres cours d'eau de plaine de l'est du bassin de la Garonne, le Tescou est une rivière dont le débit est relativement faible, et irrégulier.

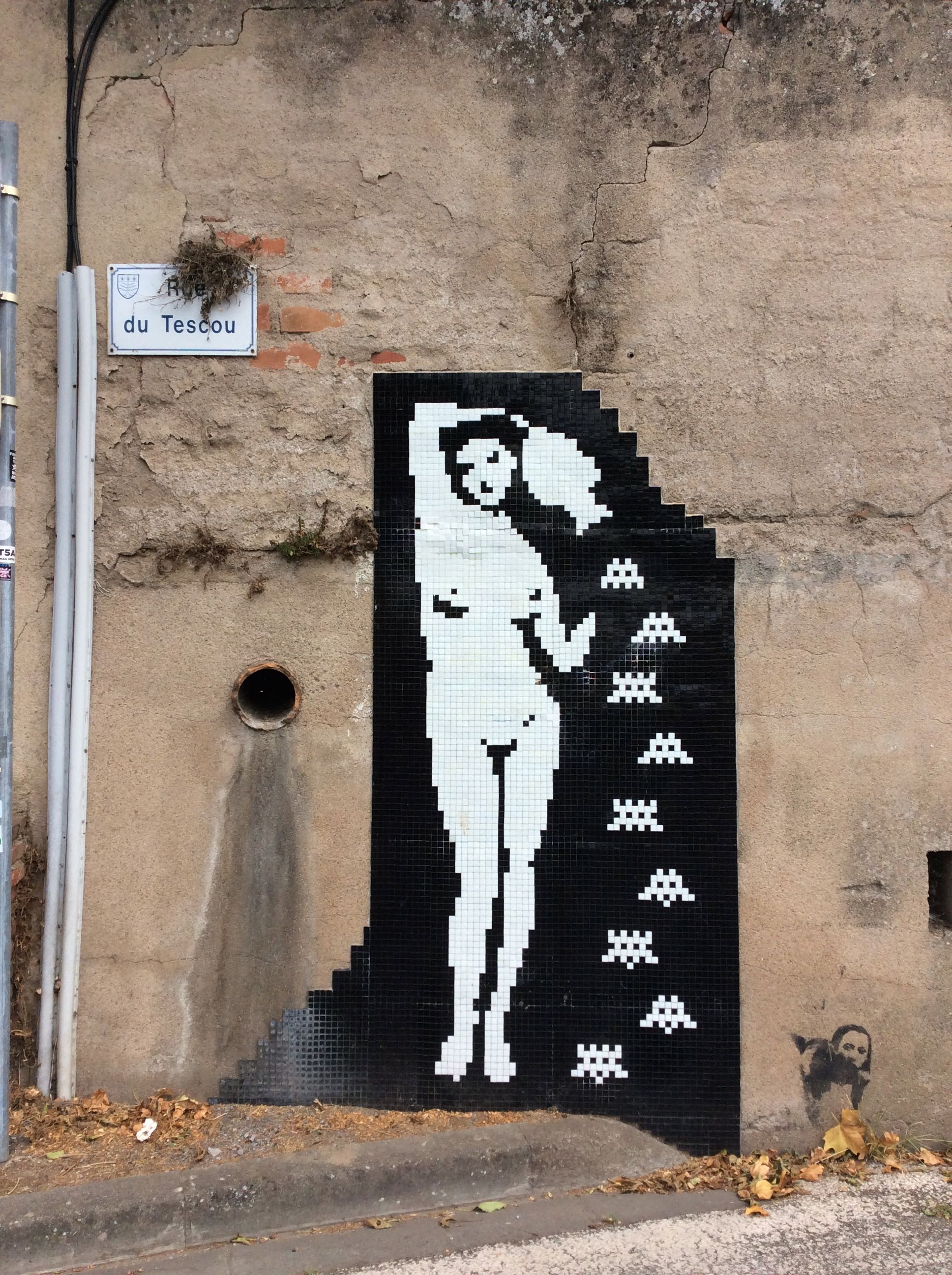
Rue du Tescou à Montauban

La partie amont du cours d'eau fait l'objet d'un projet de la retenue d'eau controversée (Sivens), destiné à l'irrigation, alors que, comme dans tout le territoire agricole du Sud-Ouest de la France, selon Galea, G. & al. (2005) : 
« les besoins en eau pour l'irrigation des cultures des sous-bassins du Tescou et de la Séoune (Bassin Adour-Garonne) se sont considérablement accrus ces trente dernières années » selon le CACG cité par l'étude de Galéa en 2005.
Au début des années 2000 (vers 2005), « pour le sous-bassin du Tescou, aux crues rapides et peu volumineuses, on totalise 184 retenues individuelles dont le volume théorique cumulé s'élève à 4,3 millions de m3 et qui interceptent environ un tiers (92 km2) de sa superficie »,.

### Le Tescou à Saint-Nauphary
Son débit a été observé sur une période de 41 ans (1974-2014), à Saint-Nauphary, à 93 m d'altitude, localité située dans la banlieue sud-est de Montauban, à peu de distance de son confluent avec le Tarn. Le bassin versant de la rivière y est de 287 km2, soit 90 % de celui-ci.
Le module de la rivière à Saint-Nauphary est de 1,08 m3/s.
Le Tescou présente des fluctuations saisonnières de débit très marquées, avec une période de hautes eaux d'hiver-printemps caractérisée par un débit mensuel moyen évoluant dans une fourchette de 1,39 à 2,22 m3/s, de décembre à mai inclus (avec un maximum en février).

Dès le mois de juin, le débit diminue fortement ce qui aboutit rapidement à la période des basses eaux qui a lieu de juillet à octobre, avec une baisse du débit moyen mensuel allant jusqu'à 0,180 m3/s au mois d'août, ce qui reste assez consistant pour un cours d'eau d'aussi faible module. Cependant ces chiffres ne sont que des moyennes et les fluctuations de débit peuvent être plus importantes d'après les années et sur des périodes plus courtes.

### Étiage ou basses eaux
À l'étiage le VCN3 peut en effet chuter jusque 0,001 m3/s, en cas de période quinquennale sèche, soit un litre par seconde, ce qui est extrêmement sévère, le cours d'eau se trouvant alors réduit à un mince filet.

### Crues
Les crues peuvent être très importantes compte tenu de la taille assez moyenne du bassin versant. Les QIX 2 et QIX 5 valent respectivement 33 et 57 m3/s. Le QIX 10 est de 72 m3/s, le QIX 20 de 87 m3/s, tandis que le QIX 50 se monte à 110 m3/s.
Le débit instantané maximal enregistré à Saint-Nauphary durant cette période, a été de 103 m3/s le 24 avril 1988, tandis que le débit journalier maximal enregistré était de 88,8 m3/s le même jour. Si l'on compare la première de ces valeurs à l'échelle des QIX de la rivière, on constate que cette crue était d'ordre presque cinquantennal, et donc destinée à se reproduire assez rarement (environ tous les 40-50 ans en moyenne).

### Lame d'eau et débit spécifique
Au total, le Tescou est une rivière peu abondante. La lame d'eau écoulée dans son bassin versant est de 119 millimètres annuellement, ce qui est largement inférieur à celle de la France entière tous bassins confondus (plus ou moins 320 millimètres par an), et vaut un peu moins du tiers de la moyenne du bassin de la Garonne (384 millimètres par an). Elle est également largement moins élevée que la moyenne du bassin du Tarn (478 millimètres par an). Le débit spécifique de la rivière (ou Qsp) atteint de ce fait le chiffre fort maigre de 3,8 litres par seconde et par kilomètre carré de bassin.